# خانه عبدالحسین مؤیدی
خانه عبدالحسین مویدی مربوط به دوره قاجار است و در شیراز، محله سنگ سیاه، کوچه شازده جمالی، پلاک ۲۸ واقع شده و این اثر در تاریخ ۱۰ خرداد ۱۳۸۲ با شمارهٔ ثبت ۸۹۶۸ به‌عنوان یکی از آثار ملی ایران به ثبت رسیده است.
خانه عبدالحسین مویدی حدود هزار متر مربع مساحت که شامل دو بخش یکپارچه بوده و ۲۷ اتاق و دو حیاط دارد.بخش (خلوت خانه) 300متر مربع دارای معماری ارسی ، گوشواره ، حیاط مرکزی و فواره زیباست . معماری آجری این بنا بسیار منحصر بفرد است. در گوشه ای سقاخانه با نام ابوالفضل  دارد.
```
این بخش از خانه بوسیله راهرو به فضای اصلی (خانه) مرتبط می شود .
```

این خانه تاریخی متعلق به خاندان مویدی که آموزگاران قرآن کریم بودند ، تعلق داشته است.